# 爪哇金丝燕
爪哇金丝燕，学名Aerodramus fuciphagus，雨燕目雨燕科的一种。

## 分布区域
爪哇金丝燕分布於东南亚沿海地區，安達曼群島，印尼島嶼，以及中國海南島等地。

## 外部特征
上身黑褐色，腰部有淡色腰斑，下身灰褐色。

## 习性
此鸟终日沿着海岸、岛屿飞行捕食飞虫，几乎很少休息。飞行时不似家燕那样作急剧转折，这是因为它的尾羽不呈叉状的缘故。繁殖期在4~6月，每窝产两枚卵。它的巢为半透明塑胶碟状，通常筑于崖隙或岩洞中，采制为名貴食品燕窝。